# هولوبیتسه (ناحیه پراگ-غرب)
هولوبیتسه (به چکی: Holubice) یک منطقهٔ مسکونی در جمهوری چک است که در ناحیه پراگ-غرب واقع شده‌است. هولوبیتسه ۸٫۰۱ کیلومتر مربع مساحت و ۱٬۵۱۲ نفر جمعیت دارد و ۱۸۷ متر بالاتر از سطح دریا واقع شده‌است.